# Huculok

A ruszin népcsoportok lakóhelye

A huculok Ukrajna nyugati részén, a mai Kárpátaljai, Ivano-frankivszk és Csernyivci területen, az Ukrán-Kárpátokban elhelyezkedő Huculvidéken (vagy más néven Huculföldön) élő ruszin etnográfiai csoport. Egyes közösségei a mai Romániában, a Máramaros-vidéken is élnek. Számuk kereken 30 000.

## Történetük
A huculok a hegyvidéki ruszinok három nyelvjárásának egyikét beszélik. (Másik kettő a bojkók és a lemkók.) A ruszinok a galíciai és a bukovinai görögkeleti vallású ukránoktól alapvetően a görögkatolikus vallásban tértek el, így a ruszinok alcsoportját képző huculok is többségében görögkatolikus vallásúak.
Nyelvi és néprajzi tekintetben a hucul erősen eltér a többi szlávtól, különálló ruszin törzset alkot. Az egykori Magyar Királyság területére Galíciából és Bukovinából vándoroltak be lassan, észrevétlenül a 16–19. század folyamán. A pásztorok és nyájak gazdái fokozatosan, lassú beszivárgással népesítették be a mai Huculföldet. Az első ruszin bevándorlók Rahón telepedtek le.
A hucul eredetileg lovasnép. Híres a mindenes, szintén huculnak nevezett kistestű lovuk (lásd: hucul ló). Lovon járt a havasokra, a szomszéd falvakba, sőt régente
még esküvőre is lovon ment a templomba. Persze ma már jobbára gyalog jár. Elszegényedett, nem telik lóra. Betyárok (csornyi hlopci (fekete fiúk) és oprisok) is voltak, segített a szegényeken, védte az elnyomottakat. Nem gyilkolt, és csak azokat a földesurakat és kereskedőket fosztogatta, akiken bosszút akart állani. Az oprisok eredetileg szökevények voltak. A kegyetlen lengyel földesurak, a hosszú katonáskodás, vagy az igazságszolgáltatás elől menekültek Csorna Hora erdeibe, és bandákba verődve messzi vidék rémeivé váltak.
Híres haramiavezér volt Piszklivij Iván (1703), Pintye Ivan (1704) és Dovbus Oleksza (1738–1744).

## Néprajzuk

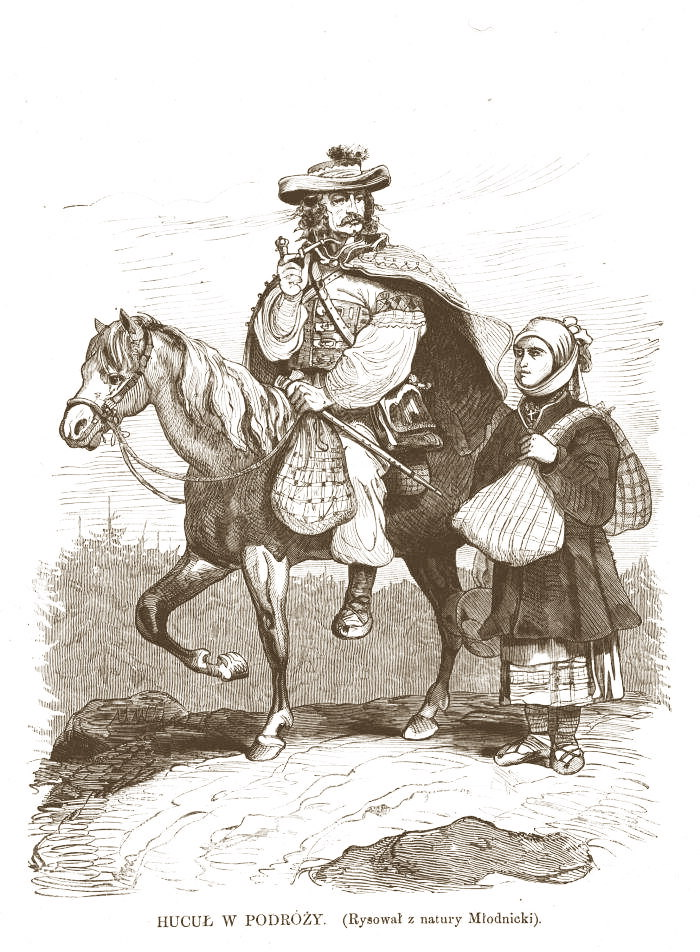
Huculok (1872)

A hucul eredetileg pásztornép volt, csak az állattenyésztéshez értett. Ma kiváló erdőmunkás és az 1950-es évek előtt tutajos.
Nagy mestere a faragásnak. Pagodaszerű fatemplomai (Bilib, Havasalja) a népies építészet remekei. A nők gyönyörűen kézimunkáznak, hímeznek, varrnak.
A csekélyszámú ortodox kivételével majdnem minden hucul görögkatolikus vallású. Görcsösen ragaszkodik hitéhez, illetve szertartásához, de emellett rendkívül babonás is.
A férfiak vastag darócból készült fekete vagy piros nadrágot viselnek. Nyáron ujjatlan, télen ujjas, gazdagon hímzett báránybőrbekecs (kozsuh) van rajtuk vagy fekete darócból készült ködmön (szerdák). Nagyon szeretik a ragyogókat, a különféle fényes díszeket. A 25–35 cm széles bőrszíj, a tüsző, a hucul férfi büszkesége. Ebben van a kése vagy a tőre. Minden vágya, hogy pisztolya is legyen.
A nők ruházata gazdagon hímzett, bokáig érő ing, és elöl-hátul egy-egy vastag kéziszőttesből készült, földig érő díszes kötény. Lábbelijük bocskor. Gyöngyhímzésből készült igen szép szalagot viselnek a nyakukon.
A hucul etnikum erős testalkatú, izmos, magas, szélesvállú, karcsú. A férfiak középmagassága 169,5 cm, a nőké 144,6 cm. Ugyanakkor a lengyel és az orosz férfi átlagos magassága csak 165,5 cm, tehát a hucul 4 cm-rel magasabb a lengyelnél és az orosznál. Sűrű szemöldöke alatt tüzes szem villog. Haja és szeme sötét. A férfiak 83,33%-a, a nők 66,7%-a barna, és csak 2,8%-a köztük szőke. A nőket valóban megilleti a szépnem elnevezés. Fehér az arcuk, karcsú a termetük. Folyton mosolyognak, mint akik tudatában vannak szépségüknek.
Ősi hucul szokás szerint karácsony ünnepét kell a legbőségesebb lakomával megszentelni.
Szabály szerint – aki teheti – tizenkétféle ételt készít karácsonyra. Fő tápláléka a kukoricalisztből készült puliszka (kulesa). Keményre keveri és tejjel vagy túróval eszi.

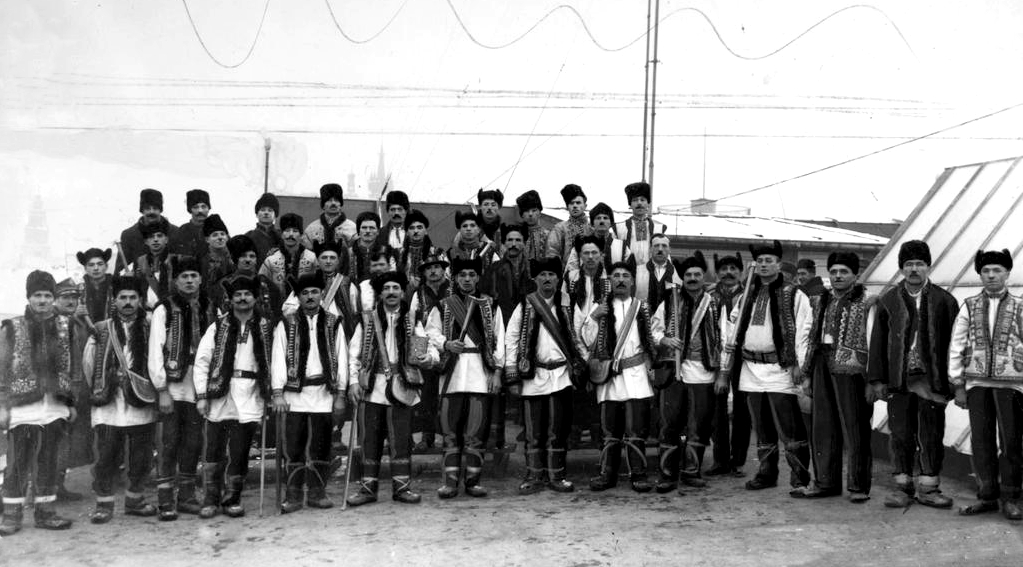
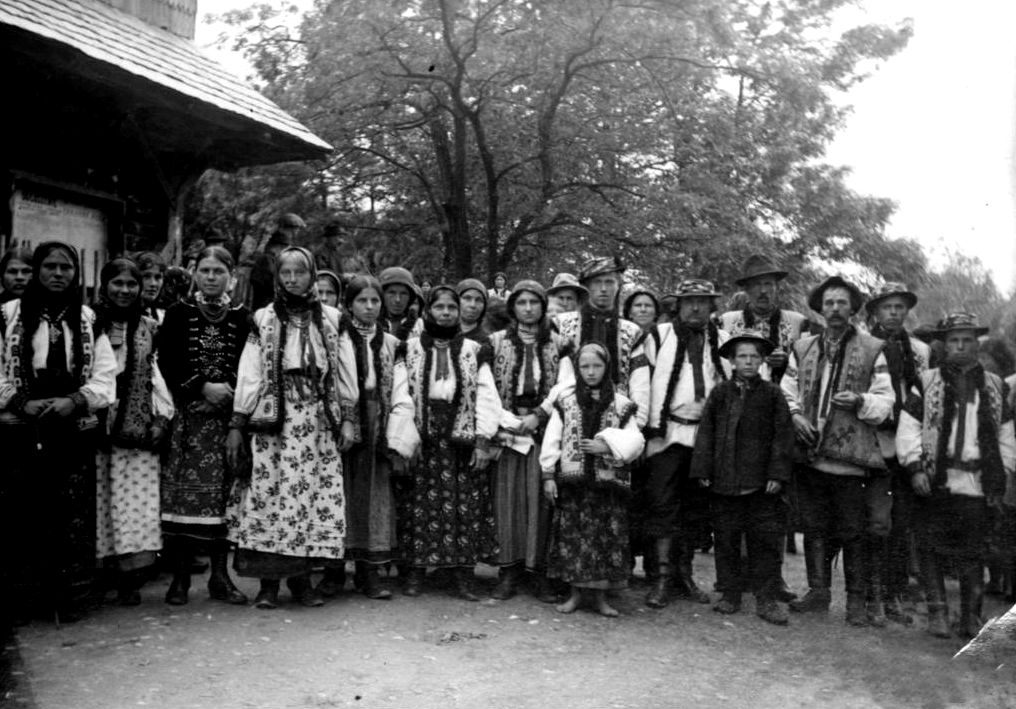
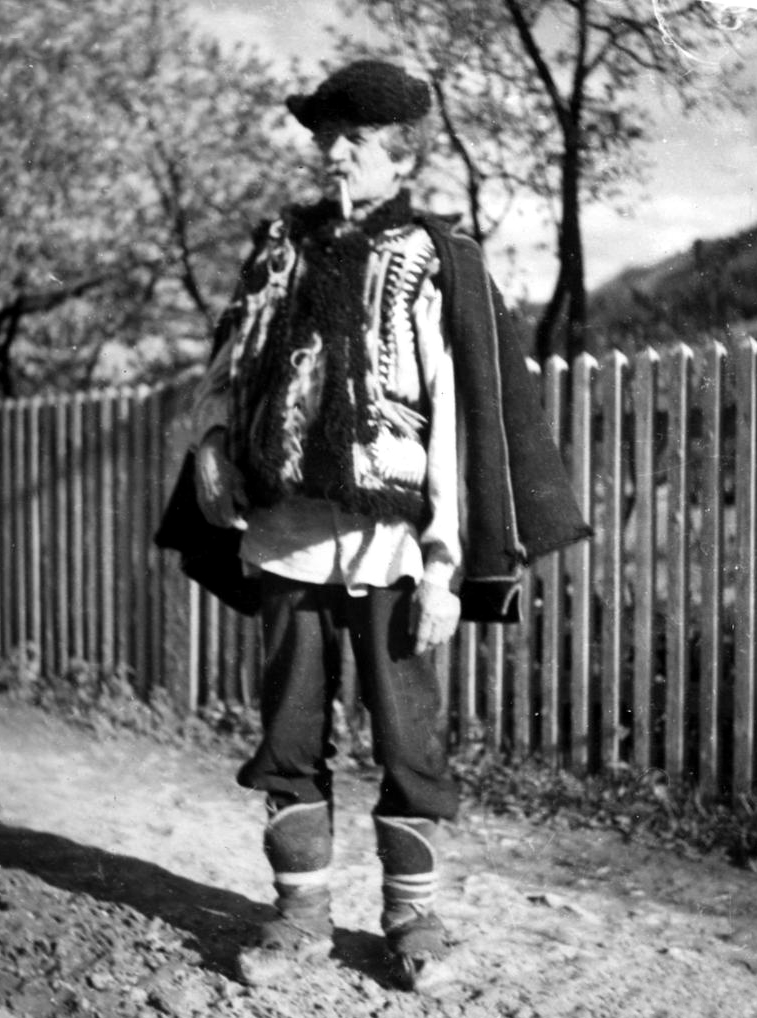
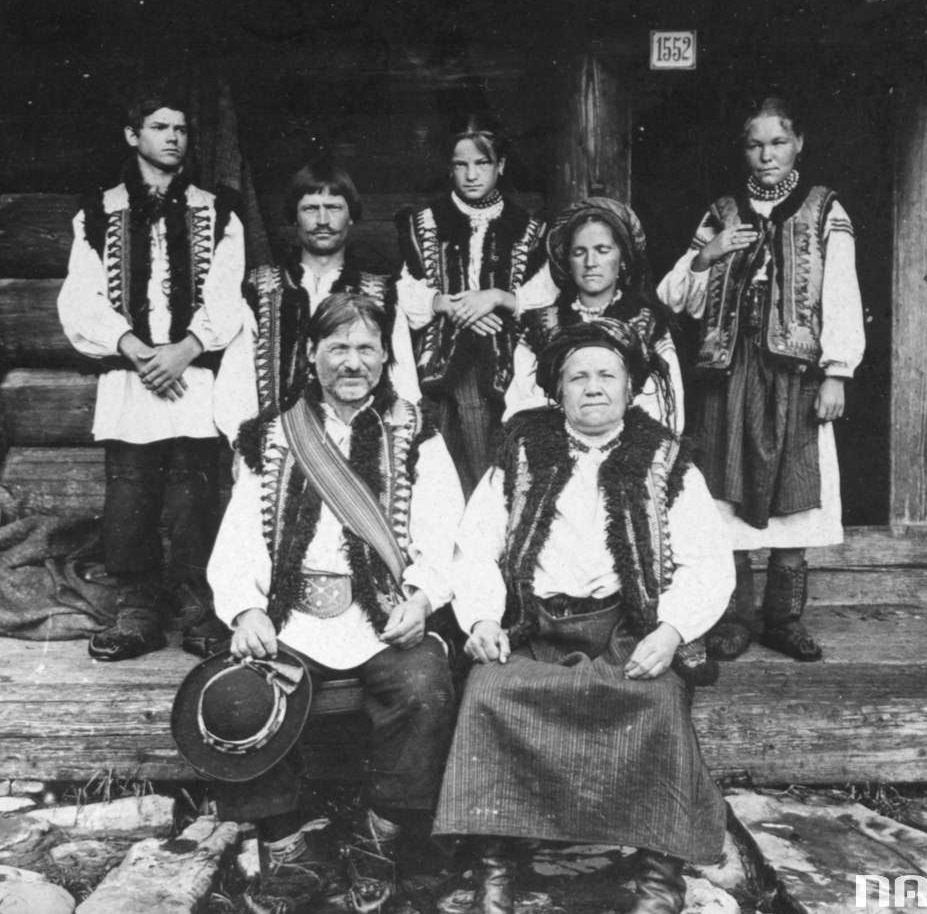